# Jamie Carragher
James Lee Duncan "Jamie" Carragher (Bootle, Merseyside, Engleska, 28. siječnja 1978.) je bivši engleski obrambeni igrač koji je nastupao u redovima premierligaša Liverpoola. U klubu je bio zamjenik kapetanu Stevenu Gerradu te jedan od igrača s najdužim vremenom provedenim u Liverpoolu. Tako je u prosincu 2009. skupio 600 nastupa za Liverpool u svim natjecanjima. Igrač "drži" i neslavni rekord prema kojem je u klubu postigao više autogolova nego golova.
Carragher se s pravom može nazvati "djetetom Liverpoola" jer je karijeru započeo u mladoj momčadi kluba, a kao senior je cijelu karijeru proveo ondje. Svoj debi u prvoj momčadi Redsa ostvario je u sezoni 1996./97. dok je sljedeće sezone postao standardni član prve postave. Prve trofeje u seniorskoj momčadi ostvario je 2001. godine: Kup UEFA, FA kup i Liga kup.
U početku je igrao na poziciji lijevog beka, no dolaskom Rafaela Beníteza kao novog trenera Redsa, Carragher je premješten na poziciju centralnog obrambenog igrača. Upravo je te sezone 2004./05. Liverpool osvojio svoj najvredniji trofej - Ligu prvaka. Sljedeće sezone osvojio je FA kup te je uvršten u najbolju početnu 11-oricu engleskog prvenstva. 2007. postigao je rekord od najviše europskih nastupa za Liverpool.
U nacionalnoj reprezentaciji, ima rekord najviše odigranih utakmica za U21 reprezentaciju. 1999. debitirao je u seniorskom sastavu. Od većih natjecanja, bio je u momčadi koja je nastupala na Euru 2004. i Svjetskom prvenstvu 2006., međutim nije uspio izboriti poziciju u početnom sastavu. Zbog kontroverznih izjava o reprezentaciji, dugo je izbivao iz nje. Zbog toga je 2007. objavio igračko umirovljenje iz reprezentacije, s 34 prikupljena nastupa za Gordi Albion. 2008. objavio je kontroverznu autobiografiju "Carra", a 2010. izbornik Fabio Capello pozvao ga je ponovo u nacionalni sastav, čemu se on odazvao.

## Karijera

### Klupska karijera
James Lee Duncan "Jamie" Carragher rođen je 1978. u engleskom Bootleu, Merseyside. Kao mladi igrač, pohađao je bivšu FA nogometnu školu izvrsnosti. Kasnije se odlućio pridružiti gradskom rivalu Merseysidea - Liverpoolu. 1996. je bio član mlade momčadi Redsa koja je osvojila FA Kup mladih. Bio je u momčadi zajedno sa svojim prijateljem Michaelom Owenom. U listopadu 1996. s klubom potpisuje prvi profesionalni ugovor. Pod vodstvom trenera Roya Evansa dobio je priliku da debitira za seniorsku momčad, u drugom poluvremenu polufinala FA Kupa protiv Middlesbrougha. U igru je ušao kao zamjena Robu Jonesu. Nakon toga uslijedio je debi u Premier ligi, također kao zamjena, u utakmici protiv West Ham Uniteda. U sljedećoj utakmici protiv Aston Ville započeo je utakmicu u početnom sastavu, te je imao priliku za postizanje prvog pogotka u prvenstvu. Utakmica je završena pobjedom Redsa od 3:0, te je klub nakratko zasjeo na vrh prvenstvene tablice. Međutim, Liverpool je sezonu završio na 4. mjestu.
U sezoni 1997./98. Jamie se ustalio u prvoj momčadi, ostvarivši 20 prvenstvenih nastupa. Sljedeće sezone "zacementirao" je svoje mjesto u početnom sastavu, te je tijekom cijele sezone propustio samo četiri prvenstvena nastupa. Tdašnji engleski izbornik Kevin Keegan nagradio ga je prvim reprezentativnim nastupom na seniorskoj razini.
Kroz svoje prve igračke godine, Carragher je igrao kao "uslužni igrač", igrajući tamo gdje je u određenom trenutku trebalo - kao centralni obrambeni, lijevi bek ili povučeni vezni. Tako se igrač većinu vremena koristio za popunjavanje rupa u sastavu, što je de facto, igraču "smetalo" da zadrži mjesto u početnom sastavu.
Tijekom sezone 1999./00. uglavnom je igrao na položaju desnog beka. Ta sezona za Carraghera je bila najgora u Liverpoolovom dresu - postigao je dva pogotka u 3:2 porazu od Manchester Uniteda kod kuće.
Igrač je tek u sezoni 2000./01. vraćen na svoju prirodnu poziciju lijevog beka. Upravo je u toj sezoni Jamie osvojio prve trofeje s klubom. U finalu Kupa UEFA, Redsi su u finalu s rezultatom 4:3 pobijedili španjolski Alaves. Protiv Birmingham Cityja osvojio je Liga kup, a protiv Manchester Uniteda osvojen je Community Shield, prije početka nove sezone. Od ostalih trofeja, tu su FA kup i europski Superkup. U finalu Superkupa Europe, igranom u Monacu, Liverpool je protiv Bayern Münchena vrlo rano došao u vodstvo od 3:0. Međutim, Bayern se u drugom poluvremenu vratio u igru, te je Liverpool do samoga kraja utakmice morao "čuvati" rezultat od 3:2.
U siječnju 2002. u utakmici FA Kupa protiv Arsenala, Carragher je kažnjen crvenim kartonom, nakon što je u publiku bacio novčić kojim ga je pogodio netko od navijača. Javnom isprikom je izbjegao kaznu FA saveza, te od policije nije primio formalno upozorenje zbog incidenta.
Od 2002. do 2004. igrač je zadobio dvije ozbiljne ozljede, zbog čega je propustio Svjetsko prvenstvo 2002. u Japanu i Južnoj Koreji. Tada je zbog problematične ozljede operirao koljeno. Tijekom prve polovice sezone 2003./04., u petoj prvenstvenoj utakmici na gostovanju kod Blackburn Roversa, Jamie je slomio nogu u dvoboju s Lucasom Neillom. Tijekom tog razdoblja, Carragher je dobio jaku konkurenciju na svojoj poziciji, koju su činili Steve Finnan i John Arne Riise. Srećom, Carragher je zadržao svoje mjesto u početnom sastavu, te je uspio ostvariti 24 nastupa u prvoj polovici 2004. godine.
Sezona 2004./05. za Carraghera je odigrala veliku ulogu u karijeri. Novi trener Rafael Benítez postavio ga je na poziciju centralnog braniča u kojoj je odigrao 56 utakmica. Suigrač na toj poziciji bio mu je Sami Hyypiä. Carragher se nametnuo na toj poziciji, te je stekao reputaciju jakog i važnog braniča. U tandemu s Hyypijom osvojio je naslov pobjednika Lige prvaka u šokantnoj utakmici protiv AC Milana, gdje su Redsi gubili 3:0. Upravo su se potezi Carraghera pokazali ključnim i presudnim u susretu. Završetkom sezone, Carragheru je nakon glasovanja, proglašen Liverpoolovim igračem godine.
U pobjedi europskog Superkupa protiv CSKA Moskve 2005. godine, Carragher je nastupao kao kapetan momčadi.
Dana 13. svibnja 2006. Carragher je igrao u finalu FA Kupa protiv West Ham Uniteda. To je bilo njegovo deseto finale, u isto toliko godina provedenih u klubu. U 21. minuti susreta postigao je autogol, no Liverpool je nakon produžetaka i rezultata 3:3, pobijedio boljim izvođenjem jedanaesteraca - 3:1.
Dana 9. prosinca 2006., Carragher je postigao prvi prvenstveni pogodak, nakon siječnja 1999., u utakmici protiv Fulhama na Anfield Roadu. Njegov igrački partner u obrani, Jamie Agger ispucao je loptu iz kornera, dok je Carragher "poslao" loptu iza leđa Fulhamova vratara, Jana Lastuvke. To je bio njegov četvrti i zasad posljednji pogodak u klupskoj karijeri.
Dana 1. svibnja 2007., u polufinalu Lige prvaka protiv Chelseaja, Carragher je postavio rekord od najviše europskih nastupa za Liverpool. U svojem 90-om nastupu, premašio je rekord Iana Callaghana od 89 nastupa u dresu Redsa. Callaghan je taj rekord ostvario igrajući za klub od 1964. do 1978.
Te sezone je s klubom drugi puta nastupio u finalu Lige prvaka, ponovo protiv AC Milana. Međutim, ovog puta su rosso-neri odnijeli naslov europskog prvaka.
Carragher je glasovanjem proglašen najboljim igračem Liverpoola za sezonu 2006./07., te mu je ubrzo produžen ugovor do 2011. Također, te sezone Carragher je proglasio reprezentativno umirovljenje. Kao razlog toj odluci, naveo je osobne frustracije, jer ga izbornik Steve McLaren ne stavlja često u momčad.
Tijekom sezone 2007./08. Carragher je postigao ukupno 500-ti nastup za Liverpool. U tom jubilarnom nastupu, bio je kapetan momčadi. Prema službenim statistikama, Carragher je 9. igrač u Liverpoolovoj povijesti po broju nastupa za klub. Na tablici je odmah iza Alana Hansena.
18. svibnja 2009. u utakmici protiv West Bromwich Albiona, Jamie se sukobio sa suigračem Álvarom Arbeloaom, te su ih suigrači Xabi Alonso, Daniel Agger i ostali morali odvojiti. Trener Rafael Benítez odbio je komentirati taj događaj. Carragher je kasnije taj slučaj objasnio riječima: "Želimo sačuvati čistu mrežu i želimo da Pepe ima priliku da u svojoj četvrtoj sezoni osvoji Zlatnu rukavicu".
Tijekom sezone 2009./10. Carragher je imao loš start te su se mnogi pitali o njegovim izvedbama na terenu, te treba li igrač ostati u početnoj postavi. Jamie je međutim odigrao solidno u utakmici protiv Manchester Uniteda 25. listopada 2009., u kojoj Crveni vragovi nisu uspjeli zabiti pogodak, te je time utišao kritičare.
31. listopada 2009., Carragher je isključen u utakmici protiv Fulhama, te mu je to bio prvi crveni karton nakon više od sedam godina. 19. prosinca 2009. igrač je na gostujućem porazu od Portsmoutha, ostvario jubilarni 600-ti nastup za Redse.
U rujnu 2010. Liverpool je igrao protiv Evertona, u sklopu humanitarne akcije protiv rasizma. Sav ostvareni prihod od utakmice odigrane na Anfield Roadu darovan je lokalnim dobrotvornim udrugama kroz 23 zaklade koje je osnovao Jamie Carragher.
7. veljače 2013. Jamie je najavio igračko povlačenje nakon završetka sezone te je pritom izjavio: "Privilegija je i čast predstavljati ovako veliki klub te sam neizmjerno ponosan što sam to činio od svoje devete godine". Svoju posljednju utakmicu odigrao je 19. svibnja 2013. u prvenstvenom susretu protiv QPR-a. Prije utakmice posložena je počasna straža te mu je dodijeljen specijalni trofej kakav je dodijeljen Liverpoolovim legendama Ianu Callaghanu i Stevenu Gerrardu. Iz igre je izašao u 85. minuti uz velike ovacije publike i suigrača čime je otišao u igračku povijest.

### Reprezentativna karijera
1996. Carragher je prvi puta nastupio za englesku U21 momčad. Igrao je na poziciji povučenog veznog, postao je standardan u reprezentaciji te potencijalni kandidat za kapetana. Kada je 2000. postao "prestar" za sastav reprezentacije mlađih od 21 godine, skupio je najviše nastupa za tu dobnu reprezentaciju - 27. Taj rekord je 2007. "srušio" bivši vratar Liverpoola, Scott Carson.
28. travnja 1999. prvi puta je zaigrao za seniorsku momčad Engleske, kao zamjena u utakmici protiv Mađarske. Na Tottenhamovom stadionu White Hart Lane je 2001. odigrao prvu reprezentativnu utakmicu u cijelosti, proiv Nizozemske. U kasnijoj slavnoj utakmici protiv Njemačke, Carragher je ušao u utakmicu kao zamjena. Ta utakmica kvalifikacija za Mundijal 2002. godine, ušla je u englesku nogometnu povijest, jer je Gordi Albion pobijedio Elf na Olimpijskom stadionu u Münchenu s 5:1, i time se revanširao za 1:0 poraz od Nijemaca na Wembleyju.
Zbog ozljede koljena, Carragher je propustio Svjetsko prvenstvo 2002. S reprezentacijom je nastupao na Euru 2004., no nije igrao jer je na njegovoj poziciji nastupao Ledley King. Bio je i član reprezentacije koja je nastupala na završnom turniru Mundijala 2006. u Njemačkoj. Igrač nije bio u planovima izbornika za startnu 11-toricu, no ozljedom Garyja Nevillea postao je standardni igrač.
Carragher je u reprezentaciji igrao na pozicijama lijevog i desnog beka, centralnog obrambenog i povučenog veznog. Unatoč brojnim nastupima za Gordi Albion, Carragher nije izborio standardno mjeto u početnom sastavu. Bivši engleski izbornik, Sven-Göran Eriksson, u svojoj je formaciji koristio dva centralna braniča. U izboru su veću prednost od Carraghera imali John Terry, Rio Ferdinand i Sol Campbell. Carragher je povremeno korišten kao zamjena Garyju Nevilleu na poziciji desnog beka, kao primjerice tijekom Svjetskog prvenstva 2006.
1. srpnja 2006. Carragher je bio jedan od tri engleska igrača kojima je u četvrtfinalu Mundijala u Njemačkoj protiv Portugala, portugalski vratar Ricardo Pereira obranio jedanaesterac. Carragher je u utakmicu ušao kao zamjena Aaronu Lennonu. Jamie je u početku realizirao jedanaesterac, no sudac ga je poništio, te je pri novnom izvođenju penala, portugalski vratar obranio Englezu.
9. srpnja 2007. Carragher je putem medija objavio vijest da napušta nacionalnu reprezentaciju. Iako je novinar Adrian Durham u showu TalkSport optužio Carraghera da laže, igrač je potvrdio da doista razmišlja o napuštanju Gordi Albiona, te da je već imao dva razgovora s izbornikom Steveom McLarenom, te da će se reprezentativno umiroviti nakon predstojeće utakmice protiv Njemačke. Tako se Carragher povukao iz reprezentacije. Izbornik McLaren pokušao je igrača nagovoriti da se vrati u nacionalnu momčad, dok je novi izbornik Fabio Capello navodno sugerirao da bi bio sretan zbog Carragherova povratka. Jamie je odgovorio da bi odbio eventualni poziv natrag. Izjavio je da je nezadovoljan zbog neuspjeha uzrokovanog time što su ga bivši izbornici stavljali na poziciju centralnog braniča.
11. svibnja 2010. izbornik Fabio Capello uvrstio je Carraghera u širi popis 30 potencijalnih reprezentativaca koji će nastupiti na Mundijalu u Južnoj Africi. Capello i njegov asistent Franco Baldini uspjeli su nagovoriti Carraghera da se reaktivira u reprezentaciju. Jamie Carragher je svoj povratak u Gordi Albion popratio riječima: "FA savez bio je u kontaktu samnom nekoliko tjedana te me pitao bih li mogao ponovo razmisliti, ponajviše zbog problema s ozljedama, te sam se stavio na raspolaganje".
24. svibnja 2010. Carragher je nakon tri godine ponovo zaigrao za Englesku, u prijateljskoj utakmici protiv Meksika, u kojem je Gordi Albion pobijedio s 3:1.
Zbog ozljede Ledleyja Kinga, Carragher je nastupio na prvoj utakmici Svjetskog prvenstva protiv Sjedinjenih Država. U sljedećoj utakmici protiv Alžira, igrač je ušao u igru kao zamjena Kingu. Zbog žutih kartona u obje utakmice, "zabranjen" mu je nastup u trećoj utakmici protiv Slovenije. U osmini finala protiv Njemačke, umjesto njega, nastupao je Matthew Upson. Iako nakon ispadanja Engleske s turnira nije najavio vijest o povlačenju iz reprezentacije, Carragher je kasnije izjavio da bi se više volio usredotočiti na igru Liverpoola kojeg vodi novi trener Roy Hodgson, te da bi za reprezentaciju nastupio samo u slučaju ozljede drugih reprezentativaca.

## Privatni život
Carragher je, jer je rođen i odrastao u Mrseysideu, tijekom djetinjstva i mladosti bio gorljivi pristaša Evertona. Međutim, 1999. nakon što je Manchester United pobijedio Liverpool u FA kupu, Carragher je sav tužan otišao u lokalni pub u Bootleu. njegovi prijatelji vrijeđali su ga zbog tugovanja nad porazom gradskog rivala, te je odlučio prestati biti navijač Evertona. Tada je izjavio: "Ovo nije za mene. Nemogu to više podnijeti. Ljudi za koje sam mislio da me vole, okrenuli su mi leđa".
Carragher živi u lokalnom mjestu Sefton. Tamo je uključen u dobrotvorni rad te "današnjim mladima prikazuje izuzetan primjer". Povremeno posjećuje škole kao dio humanitarnog rada te promovira vrijednosti obiteljskog života.
Igrač je oženjen za svoju simpatiju iz djetinjstva, Nicolu Hart, te imaju dvoje djece, Jamesa i Miju.
Zanimljivo je da igrač nema pupak jer je rođen s gastrošizijom.
U političkom smislu, Jamie Carragher podupire Laburističku stranku te je podržavao Andyja Burnhama tijekom stranačkih izbora za novog vođu stranke, 2010.

## Kontroverzije
Dana 28. veljače 2008. Carragher je uhićen zbog napada pokraj škole u blizini svoje kuće u Crosbyju. Liverpool je taj događaj odbio komentirati.
11. rujna 2008. objavljena je Carragherova biografija "Carra", no kontroverzni isječci iz nje, iscurili su u medijima prije službeno izdanja knjige. U jednom od njih, Carragher je naveo da su njegovi blisku prijatelji htjeli napasti Australca Lucasa Neilla, igrača West Ham Uniteda. Tvrdio je da je incident izbjegnut jer je Neill bio u društvu Davida Thompsona, bivšeg Carragherovog suigrača. Naime Carragher nije htio da Thompson "postane svjedok napada". Jamie je bivšem suigraču poslao poruku u kojoj je napisao "reci Neillu neka te zagrli iz zahvalnosti". To ukazuje da bi Lucas Neill bio napadnut da nije bio u društvu Thompsona.
Na Merseysideu je godinama kružila popularna glasina, koja je također objavljena prije objavljivanja biografije, da Carragher na desnoj ruci ima skrivenu tetovažu Evertona, Liverpoolovog gradskog rivala. To je i razlog zbog čega igrač na utakmicama dugo vremena nosi majice s dugim rukavima. Objavljivanjem autobiografije, ta glasina je proglašena lažnom.
Carragher tvrdi da je namjerno započeo tučnjavu s tadašnjim klupskim suigračem, Kameruncem Rigobertom Songom zbog Songovog ismijavanja Jamieve igre u obrani.
Jednom je izjavio da ga više bole porazi u dresu Liverpoola nego u dresu engleske reprezentacije. Zbog te izjave je dugo vremena izbivao iz nacionalne vrste. Tek ga je izbornik Fabio Capello uveo u reprezentaciju za potrebe Svjetskog prvenstva u Južnoj Africi 2010.

## Osvojeni trofeji trofeji

### Klupski trofeji
| Engleska  | Engleska            | Engleska        |
| Klub      | Natjecanje          | Sezona / godina |
| --------- | ------------------- | --------------- |
| Liverpool | Kup UEFA            | 2000./01.       |
| Liverpool | Superkup Europe     | 2001.           |
| Liverpool | Superkup Europe     | 2005.           |
| Liverpool | Liga kup            | 2000./01.       |
| Liverpool | Liga kup            | 2002./03.       |
| Liverpool | FA Community Shield | 2001.           |
| Liverpool | FA Community Shield | 2006.           |
| Liverpool | UEFA Liga prvaka    | 2004./05.       |
| Liverpool | FA kup              | 2005./06.       |
| Liverpool | Liga kup            | 2011./12.       |

### Individualni trofeji
| Engleska                                                  | Engleska | Engleska |
| Osvojeni trofej                                           | Godina   |          |
| --------------------------------------------------------- | -------- | -------- |
| Liverpoolov igrač godine                                  | 1999.    |          |
| Liverpoolov igrač godine                                  | 2005.    |          |
| TOP 11 momčad FA Premier lige                             | 2006.    |          |
| Liverpoolov igrač godine                                  | 2007.    |          |
| Freedom of the Metropolitan Borough of Sefton             | 2008.    |          |
| Honorary Fellowship from Liverpool John Moores University | 2012.    |          |

## Vanjske poveznice
- Profil igrača na Liverpoolfc.tv
- Profil igrača na BBC Sport  Arhivirana inačica izvorne stranice od 15. listopada 2007. (Wayback Machine)
- Profil igrača na stranicama FA saveza
- Profil igrača na LFC History.net
- Profil igrača na FIFA.com  Arhivirana inačica izvorne stranice od 18. svibnja 2010. (Wayback Machine)
- Profil igrača na ESPN.com  Arhivirana inačica izvorne stranice od 31. svibnja 2010. (Wayback Machine)
- Profil i statistika igrača na Footballdatabase.com
- Statistika igrača na Soccerbase.com  Arhivirana inačica izvorne stranice od 11. srpnja 2010. (Wayback Machine)
- Humanitarna udruga koju je osnovao Jamie Carragher